# Superliga Brasileira de Voleibol Masculino de 2020 - Série B
A Superliga Brasileira de Voleibol Masculino de 2020 - Série B foi a nona edição desta competição organizada pela Confederação Brasileira de Voleibol através da Unidade de Competições Nacionais. Trata-se da segunda divisão do Campeonato Brasileiro de Voleibol Masculino, a principal competição entre clubes de voleibol masculino do Brasil. 
Participaram do torneio oito equipes provenientes de quatro estados brasileiros e um do Distrito Federal.. Devido a Pandemia de COVID-19, a CBV, em acordo com os participantes, decidiu cancelar a competição na fase de Quartas de final. Assim a competição não teve campeão oficial e os dois melhores da classificação geral foram promovidos para a Superliga A.

## Formato de disputa
A fase classificatória da competição é disputada por oito equipes em turno único. Os oito primeiros colocados se classificam para os play-offs. Nesta fase, a vitória por 3-0 ou 3-1 garante três pontos para o ganhador e nenhum ponto para o perdedor. Já com o placar de 3-2, o ganhador da partida leva dois pontos e o perdedor um. As duas últimas colocadas serão rebaixadas para a Série C 2020.
Os play-offs são divididos em três fases - quartas-de-final, semi-finais e final.
Nas quartas-de-final há o cruzamento entre as equipes com os melhores índices técnicos seguindo a lógica: 1ª x 8ª (A); 2ª x 7ª (B); 3ª x 6ª (C) e 4ª x 5ª (D). Estas jogam partidas em esquema de melhor de 3 (jogos), sendo um mando de quadra para cada, e o jogo de desempate, quando necessário, no ginásio da equipe com o melhor índice técnico da fase classificatória.
As semifinais são disputadas pelas equipes que passarem das quartas-de-final, seguindo a lógica: vencedora do duelo A x vencedora do duelo D; vencedora do duelo B x vencedora do duelo C. Estas jogam agora, partidas em melhor de 3 (jogos), sendo um mando de quadra para cada e o jogo de desempate, quando houver, no ginásio da equipe com o melhor índice técnico da fase classificatória.
As equipes vencedoras se classificaram para a final, disputada em jogo único. O mando de quadra é no ginásio escolhido pelo clube melhor colocado na fase classificatória.
Os sets do torneio são disputados até 25 pontos, com a diferença mínima de dois pontos (com exceção do quinto set, vencido pela equipe que fizer 15 pontos com pelo menos dois de diferença). A partir deste ano, não ocorrem mais as paradas técnicas no 8º e no 16º pontos da equipe que primeiro os alcançou, conforme nova determinação da FIVB.

## Equipes participantes
| Vaga                          | Equipe              | Cidade              | Temporada 2019           | Brasília Anapólis Lavras São José dos Campos Canoas Guarulhos Juiz de Fora Uberlândia Superliga Brasileira de Voleibol Masculino de 2020 - Série B (Brasil) |
| ----------------------------- | ------------------- | ------------------- | ------------------------ | --- |
| 5º Colocado na Superliga B    | Juiz de Fora Vôlei  | Juiz de Fora        | 5º (Superliga B)         | Brasília Anapólis Lavras São José dos Campos Canoas Guarulhos Juiz de Fora Uberlândia Superliga Brasileira de Voleibol Masculino de 2020 - Série B (Brasil) |
| 8º Colocado na Superliga B    | APAV Vôlei          | Canoas              | 8º (Superliga B)         | Brasília Anapólis Lavras São José dos Campos Canoas Guarulhos Juiz de Fora Uberlândia Superliga Brasileira de Voleibol Masculino de 2020 - Série B (Brasil) |
| 1º Colocado na Superliga C    | Vôlei Guarulhos     | Guarulhos           | 1º (Superliga C)         | Brasília Anapólis Lavras São José dos Campos Canoas Guarulhos Juiz de Fora Uberlândia Superliga Brasileira de Voleibol Masculino de 2020 - Série B (Brasil) |
| Índice Técnico na Superliga C | AV Uberlândia [IND] | Uberlândia          | 2º Grupo B (Superliga C) | Brasília Anapólis Lavras São José dos Campos Canoas Guarulhos Juiz de Fora Uberlândia Superliga Brasileira de Voleibol Masculino de 2020 - Série B (Brasil) |
| 7º Colocado na Superliga B    | UPIS/Brasília       | Brasília            | 7º (Superliga B)         | Brasília Anapólis Lavras São José dos Campos Canoas Guarulhos Juiz de Fora Uberlândia Superliga Brasileira de Voleibol Masculino de 2020 - Série B (Brasil) |
| 3º Colocado na Superliga C    | Anápolis Vôlei      | Anápolis            | 3º (Superliga C)         | Brasília Anapólis Lavras São José dos Campos Canoas Guarulhos Juiz de Fora Uberlândia Superliga Brasileira de Voleibol Masculino de 2020 - Série B (Brasil) |
| 6º Colocado na (Superliga B)  | São José Vôlei      | São José dos Campos | 6º (Superliga B)         | Brasília Anapólis Lavras São José dos Campos Canoas Guarulhos Juiz de Fora Uberlândia Superliga Brasileira de Voleibol Masculino de 2020 - Série B (Brasil) |
| 4º Colocado na (Superliga B)  | Lavras Vôlei        | Lavras              | 4º (Superliga B)         | Brasília Anapólis Lavras São José dos Campos Canoas Guarulhos Juiz de Fora Uberlândia Superliga Brasileira de Voleibol Masculino de 2020 - Série B (Brasil) |

Nota
IND 1 Por índice técnico, herdou a vaga do Ponta Grossa (PR), que entrou no lugar do Botafogo (RJ) na Superliga A..

## Fase classificatória
As oito equipes participantes formam um grupo único e jogam no sistema de todos contra todos, sendo classificada automaticamente para a semifinal a primeira e segunda colocada desta fase, e do 3º ao 6º para às quartas de final.

### Classificação
- Vitória por 3 sets a 0 ou 3 a 1: 3 pontos para o vencedor;
- Vitória por 3 sets a 2: 2 pontos para o vencedor e 1 ponto para o perdedor.
- Não comparecimento: a equipe perde 2 pontos.
- Em caso de igualdade por pontos, os seguintes critérios servem como desempate: número de vitórias, razão de sets e razão de ralis.

|  |                                                 |
|  | Equipes classificadas para às quartas-de-final. |

|     |                    |     | Jogos | Jogos | Jogos | Resultados | Resultados | Resultados | Resultados | Resultados | Resultados | Sets | Sets | Sets  | Pontos | Pontos | Pontos |
| Pos | Equipe             | Pts | T     | V     | D     | 3–0        | 3–1        | 3–2        | 2–3        | 1–3        | 0–3        | V    | P    | R     | V      | P      | R      |
| --- | ------------------ | --- | ----- | ----- | ----- | ---------- | ---------- | ---------- | ---------- | ---------- | ---------- | ---- | ---- | ----- | ------ | ------ | ------ |
| 1   | Vôlei Guarulhos    | 16  | 7     | 5     | 2     | 1          | 3          | 1          | 2          | 0          | 0          | 19   | 11   | 1.727 | 663    | 639    | 1.038  |
| 2   | AV Uberlândia      | 14  | 7     | 5     | 2     | 1          | 2          | 2          | 1          | 0          | 1          | 17   | 12   | 1.417 | 764    | 641    | 1.192  |
| 3   | Anápolis Vôlei     | 13  | 7     | 6     | 1     | 1          | 0          | 5          | 0          | 1          | 0          | 19   | 13   | 1.462 | 725    | 684    | 1.060  |
| 4   | UPIS/Brasília      | 11  | 7     | 4     | 3     | 1          | 0          | 3          | 2          | 0          | 1          | 16   | 15   | 1.067 | 656    | 654    | 1.003  |
| 5   | Juiz de Fora Vôlei | 10  | 7     | 4     | 3     | 1          | 1          | 2          | 0          | 2          | 1          | 14   | 14   | 1,000 | 626    | 623    | 1.005  |
| 6   | APAV Vôlei         | 8   | 7     | 1     | 6     | 0          | 1          | 0          | 5          | 0          | 1          | 13   | 19   | 0.684 | 675    | 705    | 0.957  |
| 7   | São José Vôlei     | 6   | 7     | 2     | 5     | 0          | 1          | 1          | 1          | 2          | 2          | 10   | 18   | 0.556 | 610    | 640    | 0.953  |
| 8   | Lavras Vôlei       | 6   | 7     | 1     | 6     | 1          | 0          | 0          | 3          | 3          | 0          | 12   | 18   | 0.667 | 647    | 678    | 0.954  |

- Local: Os times que estão ao lado esquerdo da tabela jogam em casa.

#### 1ª Rodada
| Data      | Hora  |                    | Placar |                            | Set 1 | Set 2 | Set 3 | Set 4 | Set 5 | Total  | Relatório |
| --------- | ----- | ------------------ | ------ | -------------------------- | ----- | ----- | ----- | ----- | ----- | ------ | --------- |
| 23 jan 20 | 20:00 | Lavras Vôlei       | 1–3    | ' Uberlândia'              | 20–25 | 24–26 | 25–18 | 18-25 |       | 87–69  | 0–0       |
| 25 jan 20 | 17:00 | 'Anápolis Vôlei'   | 3–2    | São José Vôlei             | 22–25 | 25–19 | 25–19 | 24-26 | 15-12 | 111–63 | 0–0       |
| 25 jan 20 | 17:00 | 'UPIS/Brasília'    | 3–2    | APAV Vôlei                 | 20–25 | 25-17 | 21–25 | 25-17 | 17-15 | 108–50 | 0–0       |
| 25 jan 20 | 19:00 | Juiz de Fora Vôlei | 1–3    | ' Vedacit Vôlei Guarulhos' | 23–25 | 27–25 | 21–25 | 19-25 |       | 90–75  | 0–0       |

#### 2ª Rodada
| Data      | Hora  |                           | Placar |                           | Set 1 | Set 2 | Set 3 | Set 4 | Set 5 | Total  | Relatório |
| --------- | ----- | ------------------------- | ------ | ------------------------- | ----- | ----- | ----- | ----- | ----- | ------ | --------- |
| 01 fev 20 | 17:00 | 'UPIS/Brasília'           | 3–0    | São José Vôlei            | 27–25 | 25–21 | 25–14 |       |       | 77–60  | 0–0       |
| 01 fev 20 | 17:00 | 'Anápolis Vôlei'          | 3–2    | Uberlândia/Gabarito/Start | 21–25 | 25–19 | 30–32 | 25-22 | 15-11 | 116–76 | 0–0       |
| 01 fev 20 | 18:00 | 'Vedacit Vôlei Guarulhos' | 3–1    | Lavras Vôlei              | 25–19 | 18–25 | 25–21 | 25-21 |       | 93–65  | 0–0       |
| 01 fev 20 | 19:00 | 'APAV Vôlei'              | 3–1    | Juiz de Fora Vôlei        | 21–25 | 25–22 | 25–19 | 25-20 |       | 96–66  | 0–0       |

#### 3ª Rodada
| Data      | Hora  |                             | Placar |                   | Set 1 | Set 2 | Set 3 | Set 4 | Set 5 | Total  | Relatório |
| --------- | ----- | --------------------------- | ------ | ----------------- | ----- | ----- | ----- | ----- | ----- | ------ | --------- |
| 06 fev 20 | 20:00 | Lavras Vôlei                | 2–3    | ' Anápolis Vôlei' | 25–23 | 22–25 | 18–25 | 25-23 | 12-15 | 102–73 | 0–0       |
| 08 fev 20 | 17:00 | 'Uberlândia/Gabarito/Start' | 3–2    | UPIS/Brasília     | 21–25 | 22–25 | 25–12 | 25-20 | 15-11 | 108–62 | 0–0       |
| 08 fev 20 | 18:00 | 'Vedacit Vôlei Guarulhos'   | 3–2    | APAV Vôlei        | 25–19 | 25–19 | 21–25 | 23-25 | 15-7  | 109–63 | 0–0       |
| 08 fev 20 | 19:00 | 'Juiz de Fora Vôlei'        | 3–0    | São José Vôlei    | 25-22 | 25–22 | 25–19 |       |       | 75–41  | 0–0       |

#### 4ª Rodada
| Data      | Hora  |                    | Placar |                              | Set 1 | Set 2 | Set 3 | Set 4 | Set 5 | Total | Relatório |
| --------- | ----- | ------------------ | ------ | ---------------------------- | ----- | ----- | ----- | ----- | ----- | ----- | --------- |
| 15 fev 20 | 17:00 | 'Anápolis Vôlei'   | 3–0    | UPIS/Brasília                | 25–23 | 25–23 | 27–25 |       |       | 77–71 | 0–0       |
| 15 fev 20 | 19:00 | Juiz de Fora Vôlei | 0–3    | ' Uberlândia/Gabarito/Start' | 24–26 | 21–25 | 19–25 |       |       | 64–76 | 0–0       |
| 15 fev 20 | 19:00 | APAV Vôlei         | 0–3    | ' Lavras Vôlei'              | 22–25 | 23–25 | 25–27 |       |       | 70–77 | 0–0       |
| 15 fev 20 | 19:30 | São José Vôlei     | 1–3    | ' Vedacit Vôlei Guarulhos'   | 15–25 | 25–22 | 21–25 | 17-25 |       | 78–72 | 0–0       |

#### 5ª Rodada
| Data      | Hora  |                           | Placar |                            | Set 1 | Set 2 | Set 3 | Set 4 | Set 5 | Total  | Relatório |
| --------- | ----- | ------------------------- | ------ | -------------------------- | ----- | ----- | ----- | ----- | ----- | ------ | --------- |
| 20 fev 20 | 19:00 | Uberlândia/Gabarito/Start | 0–3    | ' Vedacit Vôlei Guarulhos' | 28–30 | 22–25 | 23-25 |       |       | 73–55  | 63–80     |
| 20 fev 20 | 19:30 | 'São José Vôlei'          | 3–2    | APAV Vôlei                 | 25–21 | 25–21 | 18-25 | 16-25 | 15-13 | 99–42  | 99–105    |
| 20 fev 20 | 20:00 | 'Juiz de Fora Vôlei'      | 3–1    | Anápolis Vôlei             | 22–25 | 25–22 | 25–21 | 25-23 |       | 97–68  | 97–91     |
| 20 fev 20 | 20:00 | Lavras Vôlei              | 2–3    | ' UPIS/Brasília'           | 25–20 | 25–19 | 22–25 | 23-25 | 11-15 | 106–64 | 106–104   |

#### 6ª Rodada
| Data      | Hora  |                         | Placar |                              | Set 1 | Set 2 | Set 3 | Set 4 | Set 5 | Total  | Relatório |
| --------- | ----- | ----------------------- | ------ | ---------------------------- | ----- | ----- | ----- | ----- | ----- | ------ | --------- |
| 29 fev 20 | 17:00 | UPIS/Brasília           | 2–3    | ' Juiz de Fora Vôlei'        | 25–21 | 23–25 | 25–17 | 13-25 | 12-15 | 98–63  | 98–103    |
| 29 fev 20 | 18:00 | Vedacit Vôlei Guarulhos | 2–3    | ' Anápolis Vôlei'            | 22–25 | 25–20 | 20–25 | 25-20 | 10-15 | 102–70 | 102–105   |
| 29 fev 20 | 19:00 | APAV Vôlei              | 2–3    | ' Uberlândia/Gabarito/Start' | 22–25 | 25–23 | 21–25 | 25-22 | 14-16 | 107–73 | 107–111   |
| 29 fev 20 | 19:30 | 'São José Vôlei'        | 3–1    | Lavras Vôlei                 | 25–21 | 25–23 | 21–25 | 25-22 |       | 96–69  | 96–91     |

#### 7ª Rodada
| Data      | Hora  |                             | Placar |                         | Set 1 | Set 2 | Set 3 | Set 4 | Set 5 | Total  | Relatório |
| --------- | ----- | --------------------------- | ------ | ----------------------- | ----- | ----- | ----- | ----- | ----- | ------ | --------- |
| 05 mar 20 | 20:00 | Lavras Vôlei                | 2–3    | ' Juiz de Fora Vôlei'   | 17–25 | 25–23 | 25–23 | 21-25 | 10-15 | 98–71  | 98–111    |
| 07 mar 20 | 17:00 | 'Anápolis Vôlei'            | 3–2    | APAV Vôlei              | 25–18 | 22–25 | 26–28 | 25-16 | 17-15 | 115–71 | 115–102   |
| 07 mar 20 | 17:00 | 'Uberlândia/Gabarito/Start' | 3–1    | São José Vôlei          | 25–23 | 25–23 | 28–30 | 25-18 |       | 103–76 | 103–94    |
| 07 mar 20 | 17:00 | 'UPIS/Brasília'             | 3–2    | Vedacit Vôlei Guarulhos | 25–21 | 19–25 | 13–25 | 29-27 | 15-6  | 101–71 | 101–103   |

## Play-offs
Negrito - Vencedor das séries

itálico - Time com vantagem de mando de quadra

|  | Quartas-de-final         | Quartas-de-final          | Quartas-de-final         | Quartas-de-final         | Quartas-de-final         |   |   | Semifinais                       | Semifinais                       | Semifinais                       | Semifinais                       | Semifinais                       |  |  | Final               | Final               | Final               | Final               | Final               | Final               | Final               |
|  | 14 a 21 de março de 2020 | 14 a 21 de março de 2020  | 14 a 21 de março de 2020 | 14 a 21 de março de 2020 | 14 a 21 de março de 2020 |   |   | 28 de março a 4 de abril de 2020 | 28 de março a 4 de abril de 2020 | 28 de março a 4 de abril de 2020 | 28 de março a 4 de abril de 2020 | 28 de março a 4 de abril de 2020 |  |  | 10 de abril de 2020 | 10 de abril de 2020 | 10 de abril de 2020 | 10 de abril de 2020 | 10 de abril de 2020 | 10 de abril de 2020 | 10 de abril de 2020 |
|  |                          |                           |                          |                          |                          |   |   |                                  |                                  |                                  |                                  |                                  |  |  |                     |                     |                     |                     |                     |                     |                     |
|  | 1°                       | Vedacit Vôlei Guarulhos   | 0                        | 0                        | -                        |   |   |                                  |                                  |                                  |                                  |                                  |  |  |                     |                     |                     |                     |                     |                     |                     |
|  | 8°                       | Lavras Vôlei              | 0                        | 0                        | -                        |   |   |                                  |                                  |                                  |                                  |                                  |  |  |                     |                     |                     |                     |                     |                     |                     |
|  | 8°                       | Lavras Vôlei              | 0                        | 0                        | -                        |   | ° |                                  | 0                                | 0                                | -                                |                                  |  |  |                     |                     |                     |                     |                     |                     |                     |
|  |                          |                           |                          |                          |                          |   | ° |                                  | 0                                | 0                                | -                                |                                  |  |  |                     |                     |                     |                     |                     |                     |                     |
|  |                          | °                         |                          | 0                        | 0                        | - |   |                                  |                                  |                                  |                                  |                                  |  |  |                     |                     |                     |                     |                     |                     |                     |
|  | 3°                       | °                         | Anápolis Vôlei           | 0                        | 0                        | - | 0 | 0                                | -                                |                                  |                                  |                                  |  |  |                     |                     |                     |                     |                     |                     |                     |
|  | 3°                       |                           | Anápolis Vôlei           |                          |                          |   | 0 | 0                                | -                                |                                  |                                  |                                  |  |  |                     |                     |                     |                     |                     |                     |                     |
|  | 6°                       | APAV Vôlei                | 0                        | 0                        | -                        |   |   |                                  |                                  |                                  |                                  |                                  |  |  |                     |                     |                     |                     |                     |                     |                     |
|  |                          |                           |                          |                          |                          |   |   |                                  |                                  |                                  |                                  |                                  |  |  | °                   |                     | 0                   |                     |                     |                     |                     |
|  |                          |                           | °                        |                          | 0                        |   |   |                                  |                                  |                                  |                                  |                                  |  |  |                     |                     |                     |                     |                     |                     |                     |
|  | 2°                       | Uberlândia/Gabarito/Start | 0                        | 0                        | -                        |   |   |                                  |                                  |                                  |                                  |                                  |  |  |                     |                     |                     |                     |                     |                     |                     |
|  | 7°                       | São José Vôlei            | 0                        | 0                        | -                        |   |   |                                  |                                  |                                  |                                  |                                  |  |  |                     |                     |                     |                     |                     |                     |                     |
|  | 7°                       | São José Vôlei            | 0                        | 0                        | -                        |   | ° |                                  | 0                                | 0                                | -                                |                                  |  |  |                     |                     |                     |                     |                     |                     |                     |
|  |                          |                           |                          |                          |                          |   | ° |                                  | 0                                | 0                                | -                                |                                  |  |  |                     |                     |                     |                     |                     |                     |                     |
|  |                          | °                         |                          | 0                        | 0                        | - |   |                                  |                                  |                                  |                                  |                                  |  |  |                     |                     |                     |                     |                     |                     |                     |
|  | 4°                       | °                         | UPIS/Brasília            | 0                        | 0                        | - | 0 | 0                                | -                                |                                  |                                  |                                  |  |  |                     |                     |                     |                     |                     |                     |                     |
|  | 4°                       |                           | UPIS/Brasília            |                          |                          |   | 0 | 0                                | -                                |                                  |                                  |                                  |  |  |                     |                     |                     |                     |                     |                     |                     |
|  | 5°                       | Juiz de Fora Vôlei        | 0                        | 0                        | -                        |   |   |                                  |                                  |                                  |                                  |                                  |  |  |                     |                     |                     |                     |                     |                     |                     |

- Local: Os times que estão ao lado esquerdo da tabela jogam em casa.

#### Quartas 1
| Data      | Hora  |                         | Placar |                         | Set 1 | Set 2 | Set 3 | Set 4 | Set 5 | Total | Relatório |
| --------- | ----- | ----------------------- | ------ | ----------------------- | ----- | ----- | ----- | ----- | ----- | ----- | --------- |
| 14 mar 20 | 19:00 | Lavras Vôlei            | –      | Vedacit Vôlei Guarulhos | –     | –     | –     |       |       | 0–0   | 0–0       |
| 20 mar 20 | 20:00 | Vedacit Vôlei Guarulhos | –      | Lavras Vôlei            | –     | –     | –     |       |       | 0–0   | 0–0       |
| 21 mar 20 | 18:00 | Vedacit Vôlei Guarulhos | –      | Lavras Vôlei            | –     | –     | –     |       |       | 0–0   | 0–0       |

#### Quartas 2
| Data      | Hora  |                | Placar |                | Set 1 | Set 2 | Set 3 | Set 4 | Set 5 | Total | Relatório |
| --------- | ----- | -------------- | ------ | -------------- | ----- | ----- | ----- | ----- | ----- | ----- | --------- |
| 14 mar 20 | 18:00 | APAV Vôlei     | –      | Anápolis Vôlei | –     | –     | –     |       |       | 0–0   | 0–0       |
| 20 mar 20 | 19:30 | Anápolis Vôlei | –      | APAV Vôlei     | –     | –     | –     |       |       | 0–0   | 0–0       |
| 21 mar 20 | 17:00 | Anápolis Vôlei | –      | APAV Vôlei     | –     | –     | –     |       |       | 0–0   | 0–0       |

#### Quartas 3
| Data      | Hora  |                           | Placar |                           | Set 1 | Set 2 | Set 3 | Set 4 | Set 5 | Total | Relatório |
| --------- | ----- | ------------------------- | ------ | ------------------------- | ----- | ----- | ----- | ----- | ----- | ----- | --------- |
| 14 mar 20 | 19:30 | São José Vôlei            | –      | Uberlândia/Gabarito/Start | –     | –     | –     |       |       | 0–0   | 0–0       |
| 20 mar 20 | 19:30 | Uberlândia/Gabarito/Start | –      | São José Vôlei            | –     | –     | –     |       |       | 0–0   | 0–0       |
| 21 mar 20 | 19:00 | Uberlândia/Gabarito/Start | –      | São José Vôlei            | –     | –     | –     |       |       | 0–0   | 0–0       |

#### Quartas 4
| Data      | Hora  |                    | Placar |                    | Set 1 | Set 2 | Set 3 | Set 4 | Set 5 | Total | Relatório |
| --------- | ----- | ------------------ | ------ | ------------------ | ----- | ----- | ----- | ----- | ----- | ----- | --------- |
| 14 mar 20 | 19:00 | Juiz de Fora Vôlei | –      | UPIS/Brasília      | –     | –     | –     |       |       | 0–0   | 0–0       |
| 21 mar 20 | 17:00 | UPIS/Brasília      | –      | Juiz de Fora Vôlei | –     | –     | –     |       |       | 0–0   | 0–0       |
| 22 mar 20 | 15:00 | UPIS/Brasília      | –      | Juiz de Fora Vôlei | –     | –     | –     |       |       | 0–0   | 0–0       |

#### Semi Final 1
| Data      | Hora  |  | Placar |  | Set 1 | Set 2 | Set 3 | Set 4 | Set 5 | Total | Relatório |
| --------- | ----- |  | ------ |  | ----- | ----- | ----- | ----- | ----- | ----- | --------- |
| 28 mar 20 | 20:00 |  | –      |  | –     | –     | –     |       |       | 0–0   | 0–0       |
| 03 abr 20 | 20:00 |  | –      |  | –     | –     | –     |       |       | 0–0   | 0–0       |
| 04 abr 20 | 20:00 |  | –      |  | –     | –     | –     |       |       | 0–0   | 0–0       |

#### Semi Final 2
| Data      | Hora  |  | Placar |  | Set 1 | Set 2 | Set 3 | Set 4 | Set 5 | Total | Relatório |
| --------- | ----- |  | ------ |  | ----- | ----- | ----- | ----- | ----- | ----- | --------- |
| 28 mar 20 | 20:00 |  | –      |  | –     | –     | –     |       |       | 0–0   | 0–0       |
| 03 abr 20 | 20:00 |  | –      |  | –     | –     | –     |       |       | 0–0   | 0–0       |
| 04 abr 20 | 20:00 |  | –      |  | –     | –     | –     |       |       | 0–0   | 0–0       |

#### Final
| Data      | Hora  |  | Placar |  | Set 1 | Set 2 | Set 3 | Set 4 | Set 5 | Total | Relatório |
| --------- | ----- |  | ------ |  | ----- | ----- | ----- | ----- | ----- | ----- | --------- |
| 10 abr 20 | 21:30 |  | –      |  | –     | –     | –     |       |       | 0–0   | 0–0       |

## Classificação Final
Segundo o Regulamento Oficial da Competição, têm direito a habilitação à Superliga Série B de 2020 os participantes da edição atual que terminarem entre a 3ª e a 6ª posição, as equipes classificadas em 11ª e 12ª lugar na Superliga A e as equipes classificadas em 1º e 2º lugares na Superliga C.
|  |                                       |
|  | Acesso a Superliga 2020–21 - Série A  |
|  | Mantidos Superliga 2021 - Série B     |
|  | Rebaixados a Superliga 2021 - Série C |

|     |                    |     | Jogos | Jogos | Jogos | Resultados | Resultados | Resultados | Resultados | Resultados | Resultados | Sets | Sets | Sets  | Pontos | Pontos | Pontos |
| Pos | Equipe             | Pts | T     | V     | D     | 3–0        | 3–1        | 3–2        | 2–3        | 1–3        | 0–3        | V    | P    | R     | V      | P      | R      |
| --- | ------------------ | --- | ----- | ----- | ----- | ---------- | ---------- | ---------- | ---------- | ---------- | ---------- | ---- | ---- | ----- | ------ | ------ | ------ |
| 1   | Vôlei Guarulhos    | 16  | 7     | 5     | 2     | 1          | 3          | 1          | 2          | 0          | 0          | 19   | 11   | 1.727 | 663    | 639    | 1.038  |
| 2   | AV Uberlândi       | 14  | 7     | 5     | 2     | 1          | 2          | 2          | 1          | 0          | 1          | 17   | 12   | 1.417 | 764    | 641    | 1.192  |
| 3   | Anápolis Vôlei     | 13  | 7     | 6     | 1     | 1          | 0          | 5          | 0          | 1          | 0          | 19   | 13   | 1.462 | 725    | 684    | 1.060  |
| 4   | UPIS/Brasília      | 11  | 7     | 4     | 3     | 1          | 0          | 3          | 2          | 0          | 1          | 16   | 15   | 1.067 | 656    | 654    | 1.003  |
| 5   | Juiz de Fora Vôlei | 10  | 7     | 4     | 3     | 1          | 1          | 2          | 0          | 2          | 1          | 14   | 14   | 1,000 | 626    | 623    | 1.005  |
| 6   | APAV Vôlei         | 8   | 7     | 1     | 6     | 0          | 1          | 0          | 5          | 0          | 1          | 13   | 19   | 0.684 | 675    | 705    | 0.957  |
| 7   | São José Vôlei     | 6   | 7     | 2     | 5     | 0          | 1          | 1          | 1          | 2          | 2          | 10   | 18   | 0.556 | 610    | 640    | 0.953  |
| 8   | Lavras Vôlei       | 6   | 7     | 1     | 6     | 1          | 0          | 0          | 3          | 3          | 0          | 12   | 18   | 0.667 | 647    | 678    | 0.954  |

## Premiações
| Superliga B 2020              |
| ----------------------------- |
| A definir Campeão (?º título) |